# Grand Prix Kanady 1985
Grand Prix Kanady 1985 (oryg. Grand Prix Labatt du Canada) – piąta runda Mistrzostw Świata Formuły 1 w sezonie 1985, która odbyła się 16 czerwca 1985, po raz ósmy na torze Circuit Gilles Villeneuve.
24. Grand Prix Kanady, 18. zaliczane do Mistrzostw Świata Formuły 1.

## Klasyfikacja
| Legenda oznaczeń w tabelach wyników Wyświetl szablon na nowej stronie | Legenda oznaczeń w tabelach wyników Wyświetl szablon na nowej stronie                                                                     |
| Oznaczenie                                                            | Wyjaśnienie |
| --------------------------------------------------------------------- | --- |
| Złoty                                                                 | Zwycięzca lub mistrzostwo |
| Srebrny                                                               | 2. miejsce lub wicemistrzostwo |
| Brązowy                                                               | 3. miejsce lub II wicemistrzostwo |
| Zielony                                                               | Ukończył, punktował (w klasyfikacji generalnej, gdy zdobył co najmniej jeden punkt na przestrzeni sezonu, poza trzema powyższymi opcjami) |
| Niebieski                                                             | Ukończył, nie punktował (w klasyfikacji generalnej, gdy nie zdobył co najmniej jednego punktu na przestrzeni sezonu)                      |
| Czerwony                                                              | Nie zakwalifikował się (NZ) |
| Czerwony                                                              | Nie prekwalifikował się (NPK) |
| Różowy                                                                | Nie ukończył (NU) |
| Różowy                                                                | Niesklasyfikowany (NS) (w klasyfikacji generalnej, gdy nie został sklasyfikowany w żadnym wyścigu sezonu)                                 |
| Czarny                                                                | Zdyskwalifikowany (DK) |
| Czarny                                                                | Wykluczony (WYK/EX) |
| Biały                                                                 | Nie wystartował (NW) |
| Biały                                                                 | Kontuzjowany (K/INJ) |
| Biały                                                                 | Wyścig odwołany (OD/C) |
| Bez koloru                                                            | Został wycofany (WYC/WD) |
| Bez koloru                                                            | Nie przybył (NP/DNA) |
| Bez koloru                                                            | Nie brał udziału w treningach (NT/DNP) |
| Bez koloru                                                            | Nie został zgłoszony (–) |
| Pogrubienie                                                           | Start z pole position |
| Kursywa                                                               | Najszybsze okrążenie wyścigu |
| †                                                                     | Nie ukończył, ale jego rezultat został zaliczony ze względu na przejechanie więcej niż 90% dystansu wyścigu.                              |
| *                                                                     | Sezon w trakcie |
| 1/2/3                                                                 | Punktowana pozycja w sprincie kwalifikacyjnym                                                                                             |
| Lista systemów punktacji Formuły 1                                    | |

| Poz | Nr | Kierowca           | Konstruktor            | Okrążenia | Czas/powód NU  | Poz. Start. | Punkty |
| --- | -- | ------------------ | ---------------------- | --------- | -------------- | ----------- | ------ |
| 1   | 27 | Michele Alboreto   | Ferrari                | 70        | 1:46:01.813    | 3           | 9      |
| 2   | 28 | Stefan Johansson   | Ferrari                | 70        | + 1.957        | 4           | 6      |
| 3   | 2  | Alain Prost        | McLaren-TAG            | 70        | + 4.341        | 5           | 4      |
| 4   | 6  | Keke Rosberg       | Williams-Honda         | 70        | + 27.821       | 8           | 3      |
| 5   | 11 | Elio de Angelis    | Lotus-Renault          | 70        | + 43.349       | 1           | 2      |
| 6   | 5  | Nigel Mansell      | Williams-Honda         | 70        | + 1:17.878     | 16          | 1      |
| 7   | 15 | Patrick Tambay     | Renault                | 69        | + 1 okrążenie  | 10          |        |
| 8   | 26 | Jacques Laffite    | Ligier-Renault         | 69        | + 1 okrążenie  | 19          |        |
| 9   | 18 | Thierry Boutsen    | Arrows-BMW             | 68        | + 2 okrążenia  | 7           |        |
| 10  | 22 | Riccardo Patrese   | Alfa Romeo             | 68        | + 2 okrążenia  | 13          |        |
| 11  | 4  | Stefan Bellof      | Tyrrell-Ford           | 68        | + 2 okrążenia  | 23          |        |
| 12  | 3  | Martin Brundle     | Tyrrell-Ford           | 68        | + 2 okrążenia  | 24          |        |
| 13  | 17 | Gerhard Berger     | Arrows-BMW             | 67        | + 3 okrążenia  | 12          |        |
| 14  | 25 | Andrea de Cesaris  | Ligier-Renault         | 67        | + 3 okrążenia  | 15          |        |
| 15  | 8  | Marc Surer         | Brabham-BMW            | 67        | + 3 okrążenia  | 20          |        |
| 16  | 12 | Ayrton Senna       | Lotus-Renault          | 65        | + 5 okrążeń    | 2           |        |
| 17  | 23 | Eddie Cheever      | Alfa Romeo             | 64        | + 6 okrążeń    | 11          |        |
| NU  | 29 | Pierluigi Martini  | Minardi-Motori Moderni | 57        | Wypadek        | 25          |        |
| NU  | 1  | Niki Lauda         | McLaren-TAG            | 37        | Silnik         | 17          |        |
| NU  | 24 | Piercarlo Ghinzani | Osella-Alfa Romeo      | 35        | Silnik         | 22          |        |
| NU  | 10 | Philippe Alliot    | RAM-Hart               | 28        | Wypadek        | 21          |        |
| NU  | 16 | Derek Warwick      | Renault                | 25        | Wypadek        | 6           |        |
| NU  | 9  | Manfred Winkelhock | RAM-Hart               | 5         | Wypadek        | 14          |        |
| NU  | 19 | Teo Fabi           | Toleman-Hart           | 3         | Turbosprężarka | 18          |        |
| NU  | 7  | Nelson Piquet      | Brabham-BMW            | 0         | Przen. napędu  | 9           |        |